# Eisriesenwelt
Le Eisriesenwelt (lett. "Mondo dei giganti di ghiaccio") sono le più grandi grotte carsiche con formazioni di ghiaccio del mondo. Si trovano in Austria, nel Salisburghese, e precisamente vicino a Werfen, all'interno del massiccio del Tennengebirge a 50 km da Salisburgo.
Hanno una estensione interna di circa 42 km (dei quali solo il tratto iniziale di 1 km viene percorso dai visitatori con visita guidata). L'ingresso delle grotte è posto a 1656 m s.l.m. di altezza, raggiungibile con funivia che porta da 1084 a 1586 m.

## Galleria d'immagini

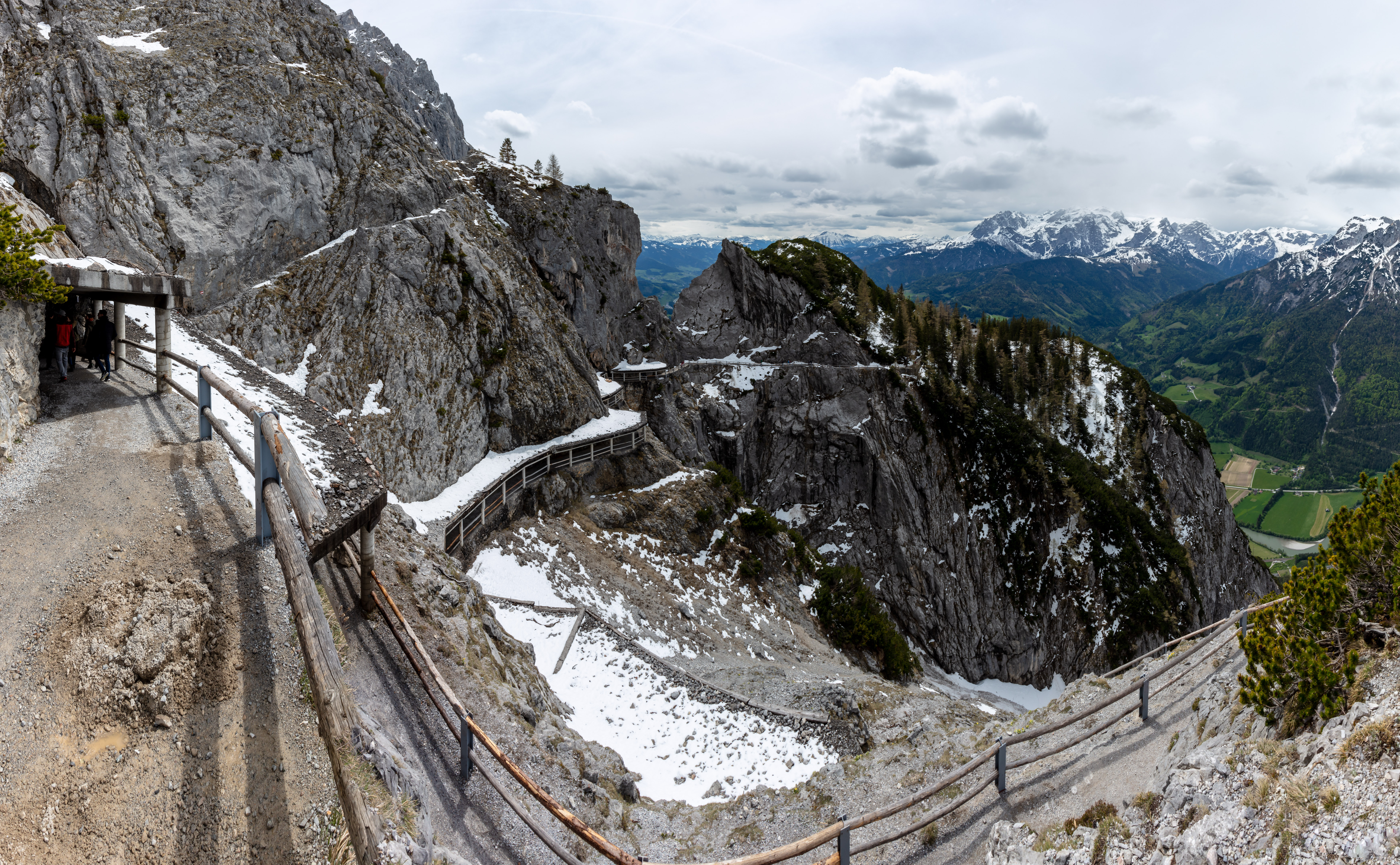
Sentiero per accedere alla grotta
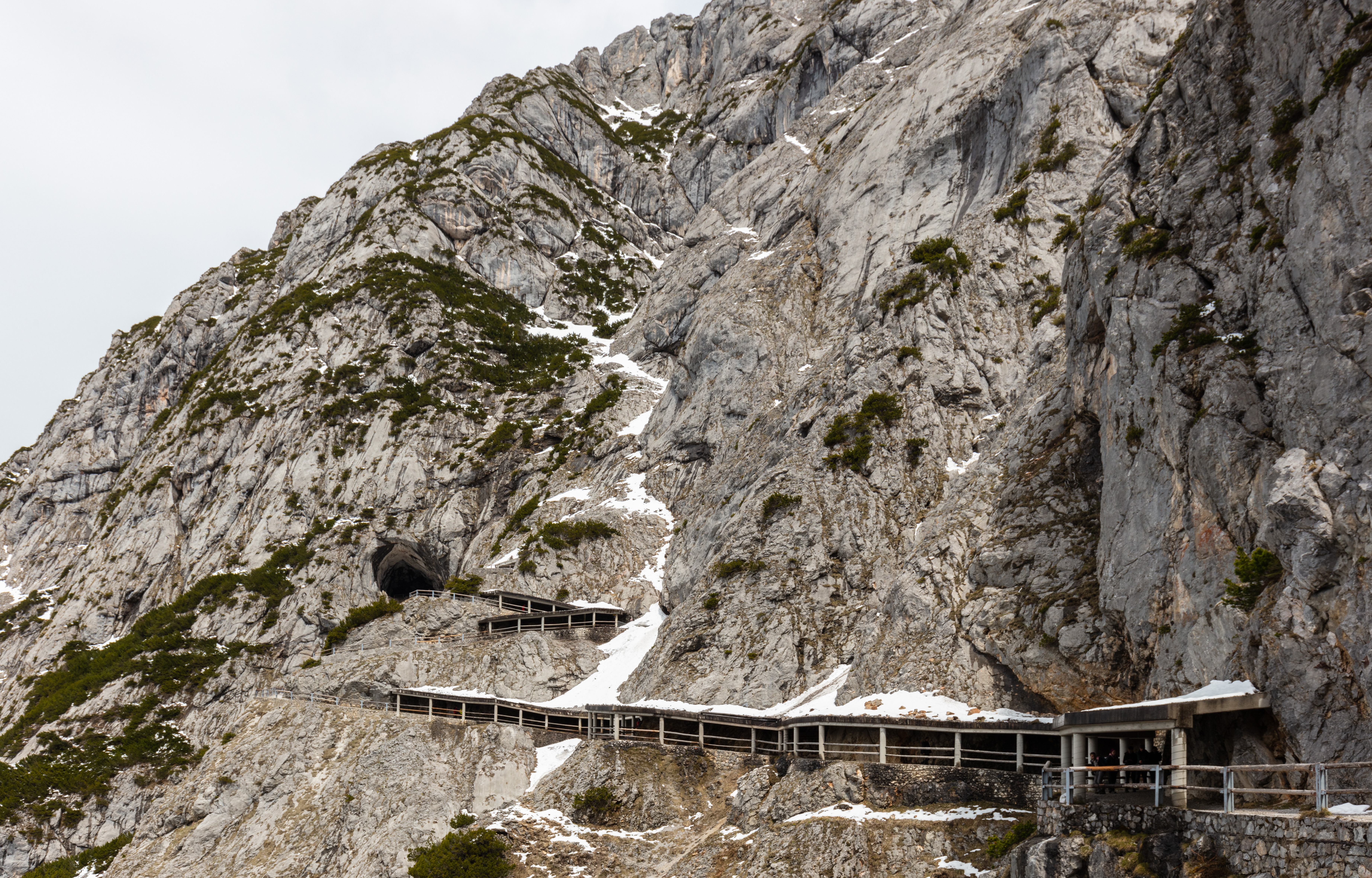
Vista della grotta dall'esterno
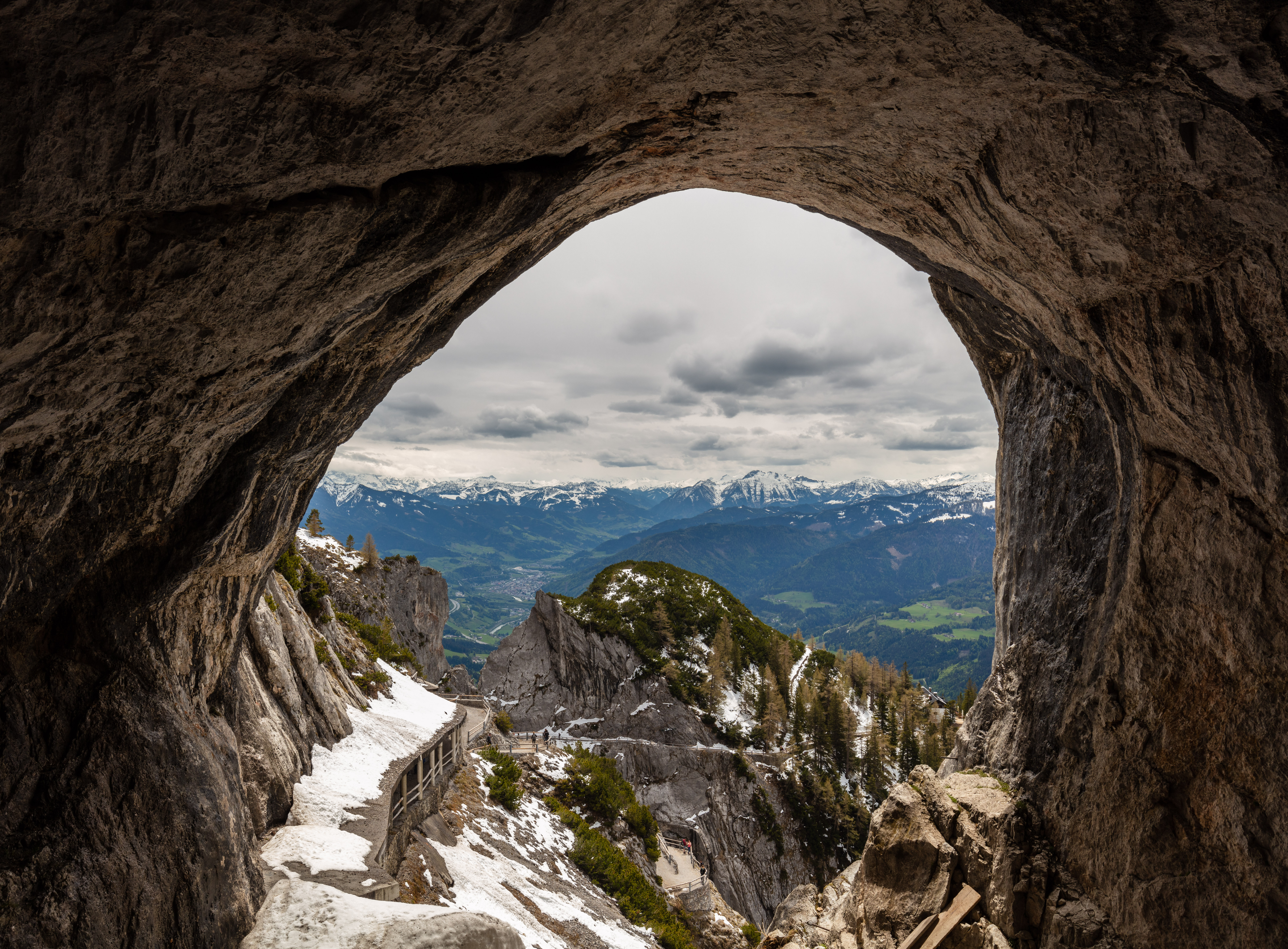
Vista dall’ingresso della grotta verso l’esterno
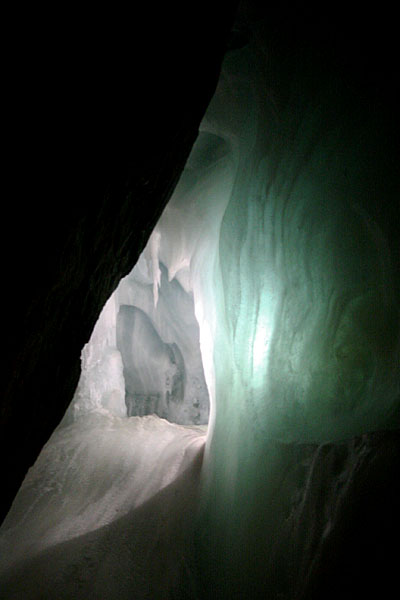
L'interno delle grotte
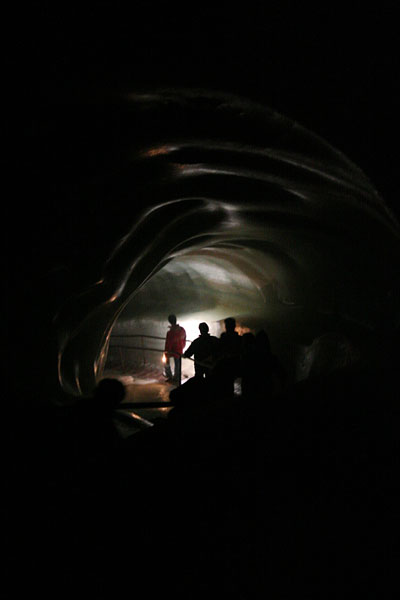
I visitatori con le lampade a carburo